# Projekt 1143.5
Projekt 1143.5 eller Admiral Kuznetsov-klass är en sovjetisk hangarfartygsklass som döpts efter den sovjetiske amiralen Nikolaj Kuznetsov. Endast två fartyg ur klassen byggdes före Sovjets sammanbrott under det tidiga 1990-talet. Det ena fartyget, Admiral Kuznetsov, är i bruk i den ryska flottan, men genomgår under perioden 2017-2024 en omfattande renovering. Det andra fartyget, Varjag, tillhör sedan 2001 Kina och är sedan 2012 operativt under namnet Liaoning.

## Bakgrund
Sovjetunionen hade länge försökt utveckla egna hangarfartyg under efterkrigstiden. Koncept som Projekt 1153 Orjol, som skulle bli ett tyngre hangarfartyg med katapulter och atomdrift likt de större amerikanska fartygen, kom aldrig längre än till ritbordet. Istället valde man att gå vidare med en lättare och mindre avancerad typ av fartyg, Kiev-klassen, där man fick förlita sig på lättare jaktflyg och helikoptrar som utnyttjade vertikal start och landning (så kallad VSTOL) .
1978 började utvecklingen av ett större hangarfartyg baserat på den tidigare Kiev-klassen, projekt 1143,5. Detta skulle nu bära tyngre typer av flyg som de motsvarande amerikanska och brittiska fartygen. Projektet godkändes av Sovjets försvarsdepartement 1980 och byggnationen påbörjas den 1 april 1982 i det ukrainska (då sovjetiska) skeppsvarvet Tjernomorskij. Två fartyg kom att beställas. Dessa fick namnen Riga och Varjag.
Det första fartyget Riga sjösattes den 6 december 1985 och Varjag den 4 december 1988. Riga påbörjade sina sjötester i november 1989. I oktober 1990 byttes namn på fartyget, nu till Admiral Flota Sovetskogo Sojuza Kuznetsov, (förkortat Admiral Kuznetsov). Fartyget seglade till den ryska norra flottan i Murmansk i december 1991 och förblev där fram till Sovjetunionens sammanbrott och blev sedan en del av den ryska flottan.
I och med sammanbrottet blev det andra fartyget Varjag en del av den nya ukrainska flottan. Fartyget hann dock aldrig färdigställas och Ukraina hade ingen nytta av ett hangarfartyg efter Kalla krigets slut. Varjag förblev i malpåse vid sin kajplats fram till 1998 då en privat aktör från Kina köpte fartyget. Den kinesiska köparens officiella anledning till att köpa fartyget var att göra om det till ett flytande hotell och kasino, detta visade sig inte bli fallet.  Varjag transporteras med hjälp av bogserbåtar till Kina. Väl där hamnade det i den kinesiska statens händer och kom att i stor hemlighet genomgå en total renovering för att till slut sättas i tjänst i den kinesiska flottan 2012. Där fick hon namnet Liaoning.

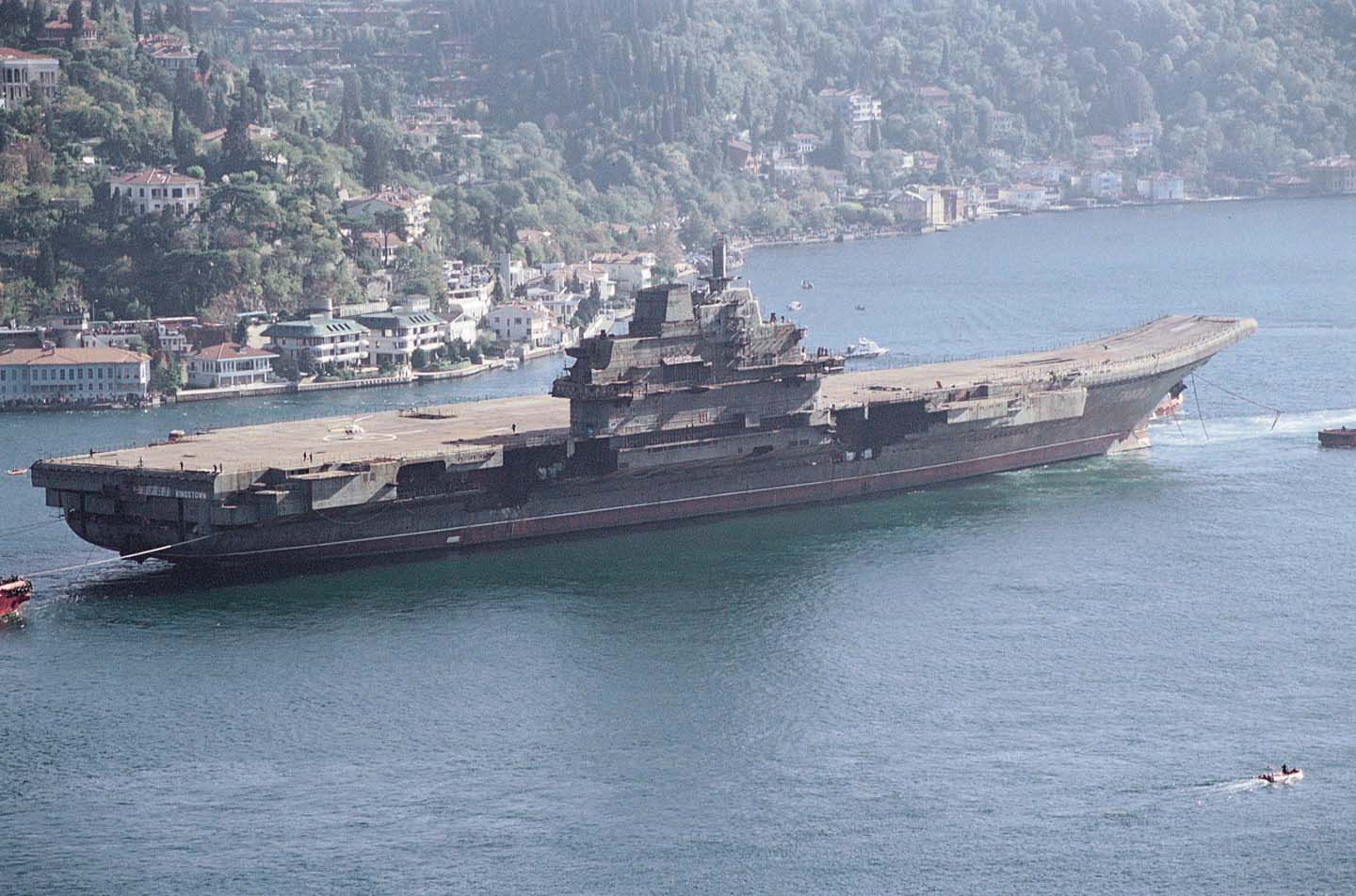
Varjag under transport till Kina.

På grund av ekonomiska problem i Ryssland i början av 1990-talet togs inte Admiral Kuznetsov i full tjänst förrän 1995 då det för första gången var fullt bestyckat och hade fått sin första flyggrupp i form av 13 stycken Suchoj Su-33 och två Suchoj Su-25. Admiral Kuznetsov har under åren i ryska flottan haft flera betydande tekniska problem bland annat med sina motorer. Under en tjänstgöring i Medelhavet 2016 förlorade man ett stridsflygplan då tekniska problem med landningssystemet på fartyget gjorde att planet inte kunde landa. Från 2017 är fartyget taget ur tjänst för att renoveras och uppgraderas. Detta har försenats vid flera tillfällen bland annat av en större brand inne i fartyget och en olycka under en transport där fartyget fick en stor kran över sig. Planen är att försöka starta sjötester med fartyget 2022. Det har även funnits debatt om det är värt att återställa fartyget då den ryska flottan är i stort behov av andra typer av örlogsfartyg.
Ett tredje fartyg kom långt senare att byggas av Kina. Fartyget var baserat på Kuznetsov-klassen men fick vissa modifieringar i sin konstruktion. Huvudbyggnaden kunde göras mindre så flygdäcket på så vis blev större, och man lade till ytterligare en brygga för att därför bättre kunna dela upp flygledaruppgifterna och övriga bryggaktiviteter. Man valde också att inte beväpna fartyget med några kryssningsrobotar och fick därför mer plats i sin hangar för flera flygplan. Fartyget heter Shandong och togs i bruk av Kinas flotta den 17 december 2019.

## Design
Kuznetsovklassen är enligt rysk definition inte ett hangarfartyg utan en tung flygplanskryssare. Anledningen till detta är att utloppet från Svarta havet, där fartygen är byggda, kontrolleras av Turkiet. Enligt Montreux konventionen från 1936 där både Ryssland och Turkiet är medlemmar får hangarfartyg över 15 000 ton inte passera genom utloppet. Genom att Ryssland istället definierar Kuznetsov som kryssare kan man kringgå detta och ta sig ut till Medelhavet.
Fartygen har en skidbacke i fören där jetflygplan av typerna Su-33, Su-25 och MiG-33 kan starta. Vid landning fångas planen upp av stålvajrar som är installerade på flygdäck. Fartyget är bestyckat med 12 stycken tunga sjömålsrobotar av typen Granit (SS-N-19). Det finns även ett kraftigt luftvärn, bestående av 6 stycken AK-630 luftvärnskanoner, 8 stycken Kashtan luftvärnssystem och 24 stycken Tor-robotsystem med totalt 192 luftvärnsrobotar, vilket gör Kuznetsov-klassen till världens tyngst beväpnade hangarfartyg.
Kuznetsovklassen är 305 meter lång och 72 meter bred. Standardvikten är 43 000 ton och med maximal last är vikten 58 600 ton. Besättningen består av 1 690 man.
Fartygen drivs av fyra ångturbiner som matas av åtta ångpannor som använder bränslet mazut(en), en trögflytande restprodukt från raffinering av råolja. Dessa ger fartyget en total maskinstyrka på 200 000 hästkrafter och en toppfart på dryga 30 knop.

## Luftfartsgrupp
Fartygen kan bära upp till 50 stridsflygplan och helikoptrar. När Admiral Kuznetsov togs i bruk var det jaktplanet Sukhoj Su-33 som främst användes. Från 2016 har det ersatts av MiG-29K plan. 24 plan beställdes för att ersätta de 19 kvarvarande Su-33 planen. Man använder även en variant av det ryska attackplanet Sukhoj Su-25. Helikoptrar ombord är en blandning av Kamov Ka-27 och Ka-31 som både används för transport, radarspaning och ubåtsjakt.
Kina använder en egen variant av Su-33 på sina två fartyg, Shenyang J-15.